# برايان هيل (لاعب كرة قدم)
برايان هيل (بالإنجليزية: Brian Hill)‏ (6 أكتوبر 1937 بشفيلد في المملكة المتحدة - 15 ديسمبر 1968) هو لاعب كرة قدم بريطاني في مركز الدفاع. لعب مع شيفيلد وينزداي ونادي كلوب بروج.

## وصلات خارجية
- برايان هيل على موقع قاعدة بيانات كرة القدم.إي يو (الإنجليزية)
- برايان هيل على موقع عالم كرة القدم.نت (الإنجليزية)